# Liste der denkmalgeschützten Objekte in Nové Město pod Smrkem
Grundlage dieser Liste der denkmalgeschützten Objekte in Nové Město pod Smrkem ist die ÚSKP-Liste (Ústřední seznam kulturních památek České republiky, deutsch Zentrale Liste der Kulturdenkmäler der Tschechischen Republik), die von der tschechischen Denkmalschutzbehörde NPÚ (Národní památkový ústav, deutsch Nationale Denkmalbehörde) seit 1987 geführt wird und an die seit dem Jahr 1850 geschaffenen Listen anschließt.

## Denkmalgeschützte Objekte in Nové Město pod Smrkem nach Ortsteilen

### Nové Město pod Smrkem(Neustadt an der Tafelfichte)
| Lage                                                                          | Objekt                              | Beschreibung                                            | ÚSKP-Nr.                  | Bild           |
| ----------------------------------------------------------------------------- | ----------------------------------- | ------------------------------------------------------- | ------------------------- | -------------- |
| Nové Město pod Smrkem (Standort)                                              | Kirche der hl. Katharina            | Kirche der hl. Katharina                                | 28965/5-4400 Info Katalog | weitere Bilder |
| Nové Město pod Smrkem, an der Südwand der Kirche (Standort)                   | Kruzifix                            | Kruzifix                                                | 32240/5-4396 Info Katalog | weitere Bilder |
| Nové Město pod Smrkem (Standort)                                              | Statue des hl. Johannes von Nepomuk | Statue des hl. Johannes von Nepomuk                     | 45540/5-4397 Info Katalog | weitere Bilder |
| Nové Město pod Smrkem, Revoluční, gegenüber vom Eingang der Kirche (Standort) | Kruzifix                            | Kruzifix                                                | 21748/5-4398 Info Katalog | weitere Bilder |
| Nové Město pod Smrkem, Ludvíkovská 38 (Standort)                              | Stadtbad                            | Stadtbad                                                | 50347/5-5874 Info Katalog | weitere Bilder |
| Nové Město pod Smrkem, Zamecká 626, im Park (Standort)                        | Fabrikantenvilla Klinger            | Fabrikantenvilla Klinger                                | 10302/5-5558 Info Katalog | weitere Bilder |
| Nové Město pod Smrkem, ul. Celní, am Friedhof (Standort)                      | Klinger-Mausoleum                   | Begräbnishalle, Klinger-Mausoleum                       | 12610/5-5521 Info Katalog | weitere Bilder |
| Nové Město pod Smrkem, Blahoslavova 325 (Standort)                            | Evangelische Kirche und Pfarrhaus   | Evangelische Kirche und Pfarrhaus, genannt „Lutherburg“ | 103473 Info Katalog       | weitere Bilder |
| Nové Město pod Smrkem, Jindřichovická 316 (Standort)                          | Stadthaus                           | Stadthaus – Arbeiterhaus                                | 23050/5-4399 Info Katalog | weitere Bilder |

### Ludvíkov pod Smrkem(Lusdorf an der Tafelfichte)
| Lage                           | Objekt                        | Beschreibung                  | ÚSKP-Nr.                  | Bild           |
| ------------------------------ | ----------------------------- | ----------------------------- | ------------------------- | -------------- |
| Ludvíkov pod Smrkem (Standort) | Kirche der hl. Peter und Paul | Kirche der hl. Peter und Paul | 16690/5-4401 Info Katalog | weitere Bilder |